# 3415 Danby
3415 Danby è un asteroide della fascia principale del diametro medio di circa 32,33 km. Scoperto nel 1928, presenta un'orbita caratterizzata da un semiasse maggiore pari a 3,9619590 UA e da un'eccentricità di 0,2491105, inclinata di 1,36408° rispetto all'eclittica.